# لولامايسين
لولامايسين هو مضاد حيوي في المرحلة التجريبية يستهدف البكتيريا سالبة غرام دون تأثير كبير على ميكروبات الأمعاء. وقد تم اكتشافه من قبل فريق من جامعة إلينوي في إربانا-شامبين يقوده باول هيرغنروثر وتم الإبلاغ عنه لأول مرة عام 2024. في تجربة على فئران مصابة بعدوى بكتيرية أظهر اللولامايسين فعالية خاصةً ضد الإشريكيا القولونية والكليبسيلا الرئوية والأَمْعائِيَّةُ المَذْرَقِيَّة. يعمل الولامايسين عن طريق التداخل مع نظام نقل البروتينات الدهنية للبكتيريا سالبة غرام.